# Европейски форум Вахау
Европейският форум „Вахау“ е европейски политически форум, основан през 1995 година. Провежда се в манастира Гьотвайг в провинцията Долна Австрия, в областта Кремс. Организира се от Асоциацията Европейски форум Вахау в сътрудничество с австрийското Федерално министерство за Европа, интеграция и външни работи и Службата на правителството на Долна Австрия. Модератор е австрийският публицист Пол Лендвай.

## Основаване и организация
Събитието е основано през 1995 г. от външния министър Алоис Мок и губернатора Ервин Прьол в годината на присъединяването на Австрия към Европейския съюз с идеята за консолидиране на европейското гражданство като източник на вдъхновение и дискусионна платформа за европейските политически решения и тяхното разширяване. Фокусът на темите е регионалното политическо развитие на Дунавския регион. Специално внимание се отделя на сигурността, регионалното, икономическото и културното развитие. Австрийският журналист Пол Лендвай е модерирал дискусиите от първия Европейски форум.
Симпозиумът „Европейски форум Вахау“ е създаден с цел да се укрепи идеята за Европа. Причината за това е присъединяването на Австрия към Европейския съюз след референдума на 12 юни 1994 година. Мястото, манастира Гьотвайг в австрийската долина Вахау, е съзнателно избрано, за да подчертае европейското политическо значение на християнството, както и значението на близостта до неговите граждани.
Годишното събитие се организира от правителство на Долна Австрия. Освен това Форумът работи в тясно сътрудничество с „Австрийския институт за европейска политика и сигурност“ и образователни институции. Европейският форум Вахау се подкрепя от спонсори като Райфайзен, Стопанската Камара на Австрия и други.

## История

### 1995 – 2004
Шест години след падането на Берлинската стена и обединението на Европа, първото дискусионно събитие на европейския форум Вахау се състои през 1995 г. в бенедиктинския манастир Гьотвайг. През първите десет години присъстват губернаторът Ервин Прьол и бившият канцлер Волфганг Шюсел. Те участват всяка година до 2004 г. Целта на форума е да допринесе за процеса на европейска интеграция.
В резултат на разширяването на Европейския съюз през 2004 г., през която десет държави са се присъединили, Долна Австрия се е преместила в центъра на ЕС, както в политическо, така и в географско отношение. Постепенното премахване на границите на съседни страни като Чехия и Словакия е станало възможно. Ето защо, на 1 май 2004 г. Долна Австрия е организирала „Ден на три страни“ със своите съседи. Новият „Европейски съюз на 25 страни“ е основната тема на 10-ия Европейски форум Вахау.

### 2011
Тогавашният министър на регионалното развитие и благоустройството Росен Плевнелиев е участвал в Европейския форум Вахау 2011 г. Темата на събитието е „Регионална политика – световна политика. Конкурентоспособни региони в един глобален свят“.

### 2012
Мотото на тази година е „Идентичност на Европа – Това, което остава на Европа?“. През 2012 е присъствала и Меглена Кунева, български юрист и политик, и инициатор на създаването на партията Движение „България на гражданите“. Тя е водещ лектор на първата дискусия на 17-ия форум – „Общата европейска политика за сигурност в светлината на европейската и глобална несигурност“.

### 2013
През 2013 г. форума се е провел на 15 и 16 юни. Събитието се е занимавало с тогавашната кризисна ситуация в страните на ЕС. С мотото „Отвъд кризата – контурите на нова Европа“ е открита дискусия между политици от балканските държави, ЕС и Австрия. Особено важно за тогавашния Европейски форум е деликатната среща между ръководителите на Сърбия и Косово. Австрийският външен министър Михаел Шпинделегер е отговорен за срещата на Ивица Дачич и Хашим Тачи и заедно направиха голяма крачка към ЕС.
Като почетни гости бяха поканени австрийския актьор Мигел Херц-Кестранек, Ервин Прьол, австрийския политик Йоханес Хан и латвийския политик Валдис Домбровскис.

### 2014
На 17 и 18 май 2014 г. Европейският форум Вахау е проведен под мотото „Демокрацията в Европа – имаме избор“. Фокусът на дискусията през тази година е преди всичко конфликтът между Украйна и Русия и въпросът за европейската политика за сигурност.
И през 2014 г. присъстваха различни известни гости, включително австрийските политици Ервин Прьол, Алфред Гузенбауер, Себастиан Курц, Йоханес Хан и Михаел Шпинделегер. Сръбският премиер Александър Вучич трябваше да отмени обявеното си посещение поради наводнения в Сърбия. Той е представен от сръбския посланик Перо Янкович.

### 2015
Темата на 20-ия европейски форум е „Достига ли Европа границите си? – ролята на Европа в света“. Ключови оратори на събитието бяха министърът на отбраната на Грузия Тинатин Кхахашели, еврокомисарят Йоханес Хан, сръбският премиер Александър Вучич и австрийския политик Райнхолд Митерленер.
В края на събитието Ервин Прьол връчи на Пол Лендвай „Почетната статуя Свети Леополд“ като израз на благодарност за воденето на дискусиите от самото начало на форума. Освен това европейската държавна наградае връчена за първи път по време на това събитие.

### 2016
През 2016 г. европейският форум Вахау е проведен от 11 до 12 юни. Този път заглавието е гласувано "Европа – обединена в просперитет, разделена по време на кризи.“ И този път Пол Лендвай модерира дискусиите. Обсъдени бяха кризата с бежанците, опасността от национализъм и популизъм и ролята на Европа в икономиката. Поканени бяха личности от политиката, бизнеса, културата и медиите, като тогавашния австрийски външен министър Себастиан Курц, губернатора Ервин Прьол, българския външен министър Даниел Митов, заместник-председателя на Комисията по култура и медии и народен представител от ГЕРБ Ирена Соколова и други.

### 2017
Европейският форум 2017 г. се провежда под мотото „Близостта на гражданите в Европа“. Четирите работни групи са по темите:
- Сигурност: „Глобалната стратегия на ЕС: как може тя да помогне за гарантиране сигурността му?“
- Регионалност: „Европа на многообразието и субсидиарността: вземане на решения ефикасно и близко до гражданите!“
- Икономика: „Между Азия и САЩ: как може Европа да остане конкурентоспособна?“
- Култура: „Всичко култура? Миграцията, демокрацията и върховноста на закона в напрегнати ситуации“[19]

Съдържанието на форума за 2017 за първи път е предмет на лекция на Университета във Виена заедно с Уикимедиа Австрия. Обсъжданите в Гьотвайг теми биваха обобщени в енциклопедична форма и преведени на други езици.
Заместник министър-председателят по правосъдната реформа и министър на външните работи Екатерина Захариева присъства като гост-лектор.

### 2018
Тазгодишният форум се състоя между 15 и 16 юни под общата тема „‘Правете по-малко но по-ефективно!‘ – Фокус върху най-важното“ като водеща тема за бъдещето на Европа. Присъства и министърът за Българското председателство на Съвета на ЕС Лиляна Павлова.

## Младежта във форума на Европа
За десетата годишнина на европейския форум „Вахау“ през 2004 г. Йохана Микл-Лайтнър, тогава действаща държавна съветничка по социалните въпроси, труда и семейството, организира младежка пленарна сесия в Долна Австрия. Млади хора на възраст между 18 и 25 години бяха поканени да участват в Пленума на младежта 2025 г. от всичките държави членки. Целта е да се засили участието на млади хора в Европа и да се насърчат личните контакти.
| „                                                            | „Поотделно сме думи, заедно стихотворение. Европа не трябва да остане дума, Европа трябва да стане стихотворение“ | “ |
| Ервин Прьол: Юбилеен празник на 15-ия Европейски форум Вахау | |   |

Студенти от Университета за приложни науки Санкт Пьолтен разработиха четири различни ПР концепции за европейския форум Вахау през 2016 г. Тези концепции се занимаваха с мерките за социални медии и дейностите на пресата преди, по време и след събитието. Целта е да се използват технически възможности за по-широко разпространение на посланията на форума. Някои от мерките на концепциите намериха приложение.